# سولفید اسکاندیم (III)
سولفید اسکاندیم(III) (به انگلیسی: Scandium(III) sulfide) با فرمول شیمیایی Sc۲S۳ یک ترکیب شیمیایی است. که جرم مولی آن 186.11 g/mol می‌باشد. شکل ظاهری این ترکیب، بلورهای زرد است.